# 호자 모타
호자 마리아 코헤이라 두스 산토스 모타(포르투갈어: Rosa Maria Correira dos Santos Mota, 1958년 6월 29일 ~ )는 전 포르투갈의 마라톤 선수이자, 그 나라의 일류가는 육상 선수들 중의 하나이다. 그녀는 20세기의 최고 마라톤 선수들 중의 하나로 숙고되기도 하였다.
포르투의 도심 이웃 포즈 벨랴(Foz Velha)에서 태어난 모타는 고등학교 시절에 크로스컨트리 경주에 참가하기 시작하였다.
1982년 아테네에서 열린 유럽 선수권 대회에서 첫 마라톤 시합에 출전하였다. 우승 후보들 중의 하나는 아니었으나, 잉그리드 크리스티안센을 쉽게 꺾고 우승을 하였다.
이 성공은 모타가 이름난 마라톤 경주들에서 잘 끝마치면서 그녀 경력의 전형적이었다. 1984년 로스앤젤레스 올림픽에서 동메달을 땄으며, 그녀의 개인 전력 기록은 1985년 시카고 마라톤에서 세운 2시간 23분 29초였다.
1986년 유럽 선수권 2연승과 1987년 세계 육상 선수권 대회 우승으로, 1988년 서울 올림픽에서 2km 남은 경주에서 공격을 하며 2위로 들어온 리사 마틴을 13초 차이로 이기면서 금메달을 획득하였다.
1990년 보스턴으로 돌아와 3번째로 우타 피피히를 꺾고 우승하였다. 그 후에 스플리트에서 열린 유럽 선수권 대회에서 자신의 타이틀을 유지하기를 시도하였다. 발렌티나 예고로바와 결투를 벌이면서 5초의 흐리한 가장자리에 의하여 우승하였다. 2006년으로 봐서 유럽 선수권 마라톤 3연승은 남녀 양쪽으로 보아 전에 없던 일이었다.
그녀의 모든 성공에 불구하고 어린 시절에 천식과 좌골 신경통을 겪은 모타는 런던 마라톤에서 계속 이기기로 하였다. 1991년 도쿄에서 열린 세계 육상 선수권 대회를 그만 두어야 하였고, 결국 1992년 런던 마라톤에서 실패한 후 은퇴를 숙고하였다.
1982년부터 1992년 사이에 21개의 마라톤 경주를 달리면서, 1년에 2개의 마라톤을 평균하여 14개의 경주를 우승하였다.

## 참조
1. ↑  “여자 마라톤서 포르투갈 로자 모타 선수 우승”. 뉴스데스크. 1988년 9월 23일.